# La danza nera
La danza nera è un film del 2020 diretto da Mauro John Capece.

## Trama
Manola, una ballerina laureata e senza lavoro, si scontra con un sindaco amato dalla sua comunità e candidato alla Camera dei Deputati. 

## Produzione
Il film è stato girato tra l'Abruzzo, il Lazio, le Marche e la Puglia.